# Jicaltepec Autopan
Jicaltepec Autopan är en ort i Mexiko.   Den ligger i kommunen Toluca och delstaten Mexiko, i den sydöstra delen av landet, 50 km väster om huvudstaden Mexico City. Jicaltepec Autopan ligger 2 599 meter över havet och antalet invånare är 5 228.
Terrängen runt Jicaltepec Autopan är huvudsakligen platt, men åt sydväst är den kuperad. Runt Jicaltepec Autopan är det tätbefolkat, med 266 invånare per kvadratkilometer. Närmaste större samhälle är Toluca, 9,4 km söder om Jicaltepec Autopan. Trakten runt Jicaltepec Autopan består till största delen av jordbruksmark.